# Austrodomus scaber
Espèce
Synonymes
- Prodidomus scaber Purcell, 1904

Austrodomus scaber est une espèce d'araignées aranéomorphes de la famille des Prodidomidae.

## Distribution
Cette espèce se rencontre en Afrique du Sud et en Namibie.

## Description
La femelle holotype mesure 2,75 mm.
Le mâle décrit par Rodrigues et Rheims en 2020 mesure 2,30 mm et la femelle 2,81 mm, les mâles mesurent de 1,66 à 2,50 mm et les femelles de 2,40 à 5,34 mm.

## Systématique et taxinomie
Cette espèce a été décrite sous le protonyme Prodidomus scaber par Purcell en 1904. Elle est placée dans le genre Austrodomus par Cooke en 1964.

## Publication originale
- Purcell, 1904 : « Descriptions of new genera and species of South African spiders. » Transactions of the South African Philosophical Society, vol. 15, no , p. 115-173.